# 血の伯爵夫人
『血の伯爵夫人』（ちのはくしゃくふじん、原題：The Countess）は、2009年のドイツ・フランスの伝記映画（タイトルを含めてオリジナルの言語は英語）。吸血鬼伝説のモデルにもなった実在の連続殺人者バートリ・エルジェーベト（エリザベート・バートリー）を描いている。フランス出身の女優・ジュリー・デルピーが、監督・脚本・製作・音楽・主演を務めている。
バートリを題材にした過去の映画作品の大半が猟奇的ホラー映画であったのに対し、本作では運命の恋人との仲を引き裂かれた女の悲しみを描いている。
日本では、2009年3月にTOHOシネマズ六本木ヒルズで開催された「フランス映画祭2009」において、『伯爵夫人』のタイトルで3月13日に上映されたが、通常の劇場公開はされていない。なお、WOWOWでテレビ放送された。

## ストーリー
ハンガリーの有力貴族の娘として生まれたエリザベートは15歳でナーダジュディ伯爵と結婚し、3人の子をもうける（史実では3男3女）。無双の強さを見せる優秀な武人である夫と、賢く巧みに荘園を管理・経営するエリザベートは、国中で最も恐れられ、かつ尊敬される夫婦となる。その後、夫が急死すると、エリザベートは21歳の青年イシュトヴァンと愛し合うようになるが、彼の父親であるトゥルゾ伯爵によって二人の仲は引き裂かれてしまう。
イシュトヴァンが去ったのは自分の年齢によるものと思い込んだエリザベートは、若さと美貌に異常な執着を見せるようになる。そして偶然の出来事をきっかけに、処女の血が美しい肌を得る秘薬と思い込むと、召使たちに命じて次々と村の少女らを惨殺するようになる。一方、エリザベートの財産を狙っているトゥルゾ伯爵は、彼女の異常性に拍車をかけるため、ヴィザクナ伯爵を彼女に近づける。ヴィザクナはエリザベートの愛人となり、マゾヒストとして彼女とSM行為を繰り返すことで、彼女のサディストとしての性質を引き出す。
彼女の残虐行為が王の耳にも入ると、エリザベートは捕らえられ、殺人を手助けした召使たちは処刑される。しかし、名家の出身である彼女は、トゥルゾ伯爵の計らい（策略）もあって処刑は免れ、食事を差し入れるための小窓だけが残された暗室に幽閉される。その後、彼女は自らの腕に噛み付いて血を飲み、そのまま失血死する。そして棺桶もない墓穴にそのまま埋められる。
彼女の墓の前で、イシュトヴァンは「彼女の残虐行為のどこまでが真実でどこからが父親による細工かは分からないが、彼女と愛し合ったことだけは真実である」と追想する。

## キャスト
- エリザベート・バートリー: ジュリー・デルピー - 莫大な財産と権力を持つ教養豊かな未亡人。
- イシュトヴァン・トゥルゾ: ダニエル・ブリュール - エリザベートと愛し合う年下の青年。
- ジェルジ・トゥルゾ（英語版）伯爵: ウィリアム・ハート - イシュトヴァンの父親。エリザベートの財産を狙う。
- アンナ・ダルヴリア: アナマリア・マリンカ - エリザベートの財産を管理している女性でエリザベートの親友。
- ドミニク・ヴィザクナ伯爵: ゼバスティアン・ブロンベルク（ドイツ語版） - エリザベートの愛人。
- クララ: アドリアーナ・アルタラス（英語版） - エリザベートの叔母。
- フェレンツ・ナーダジュディ伯爵: チャーリー・ヒュブナー（ドイツ語版） - エリザベートの夫。